# 阿尔公站
阿尔公站是位于内蒙古自治区新巴尔虎左旗的一个铁路车站，邮政编码21021。车站建于1901年，2008年废弃，有滨洲铁路经过该站。车站距离哈尔滨站885公里，隶属哈尔滨铁路局，曾是五等站。

## 历史
车站建成后，依照俄国的命名方式命名为“第四号小站”，后被俄国人以额尔古纳河的俄文译名阿尔公命名并沿用至今。2008年8月29日，随着滨洲铁路海拉尔至满洲里的复线竣工而废弃。